# Witold Jemielity
Witold Jemielity (ur. 24 listopada 1935 we wsi Brzózki Brzezińskie w gminie Wysokie Mazowieckie, zm. 26 września 2022 r. w Łomży) – polski ksiądz katolicki, profesor nauk teologicznych, historyk Kościoła.

## Życiorys
Ukończył szkołę średnią w Różanymstoku, ale maturę zdawał w Białymstoku. Studia filozoficzno-teologiczne odbył w Wyższym Seminarium Duchownym w Łomży. Święcenia kapłańskie otrzymał 26 grudnia 1958 r. Kontynuował studia na Wydziale Teologicznym KUL. Tytuł magistra teologii uzyskał w 1962 r. na podstawie pracy Działalność duszpasterska biskupa Konstantego Ireneusza Łubieńskiego (1863–1869). Stopień naukowy doktora teologii w zakresie historii Kościoła otrzymał w 1963 r. Nadała mu go Rada Wydziału Teologicznego KUL na podstawie rozprawy Diecezja sejneńska w latach 1872–1893. Od 1964 do 1966 r. studiował w Rzymie i Paryżu. W 1975 r. Rada Wydziału KUL nadała mu stopień naukowy doktora habilitowanego na podstawie dorobku naukowego i rozprawy habilitacyjnej Diecezja augustowska, czyli sejneńska w latach 1818–1872. W roku akademickim 1986–1987 był adiunktem na Wydziale Prawa Kanonicznego Akademii Teologii Katolickiej w Warszawie. Pełnił tę funkcję ponownie od 1992 r. Rektor ATK z dniem 1 marca 1994 r. mianował go na stanowisko profesora nadzwyczajnego na Wydziale Prawa Kanonicznego. Od 1 października 1994 r. kierował katedrą Historii Prawa Kościoła w Polsce na tymże Wydziale. Prezydent Rzeczypospolitej Polskiej w 1994 roku nadał mu tytuł naukowy profesora nauk teologicznych. W 2006 r. odszedł na emeryturę cywilną. Nadal wykładał w Wyższym Seminarium Duchownym w Łomży, gdzie pracował od 1967 r. do 30 września 2010 r. Przeszedł wówczas na emeryturę kościelną.
Pełnił godności kanonika kapituły sejneńskiej i kapelana papieskiego. W l. 1972–1991 był kierownikiem Archiwum Diecezjalnego w Łomży. Wykładał w Punkcie Konsultacyjnym ATK w Suwałkach i Łomży, prowadził też wykłady w Zaocznym Studium Katechetycznym, Licencjackim Studium Teologicznym dla Księży i Kolegium Teologicznym. Działał w Łomżyńskim Towarzystwie Naukowym im. Wagów i Towarzystwie Przyjaciół Ziemi Łomżyńskiej. Zmarł w Domu Wspólnoty Kapłańskiej w Łomży.

## Dorobek naukowy
Dorobek naukowy ks. prof. Witolda Jemielitego dotyczy gł. dziejów Kościoła w Królestwie Polskim i diecezji łomżyńskiej, dziejów innych wyznań religijnych, szkolnictwa w latach 1795–1939, podziałów administracyjnych powiatów województwa białostockiego. Piśmiennictwo swoje oparł gł. na źródłach archiwalnych. Do 2018 r. wydał 55 książek i 215 artykułów naukowych. Opracowywał biogramy zmarłych księży diecezji łomżyńskiej. Publikował m.in. w „Ruchu Biblijnym i Liturgicznym” w „Rocznikach Humanistycznych”, „Rocznikach Teologiczno-Kanonicznych”, „Zeszytach Naukowych KUL”, w rocznikach „Ziemia Łomżyńska” i „Studia Łomżyńskie”, „Rocznikach Suwalsko-Mazurskich”, „Zeszytach Naukowych Ostrołęckiego Towarzystwa Naukowego”, „Studiach Podlaskich”, „Łomżyńskich Wiadomościach Diecezjalnych”, „Studiach Ełckich”, „Martyrii”, „Głosie Katolickim” i w wielu innych.

## Publikacje książkowe[5]
- Diecezja augustowska, czyli sejneńska w latach 1818–1872, Lublin 1972;
- Hodyszewo – sanktuarium maryjne, Łomża 1973;
- Z dziejów kościoła w Królestwie Polskim w XIX wieku, Lublin 1973;
- Parafialne szkoły elementarne w Guberni Augustowskiej (1815–1848), Białystok 1974; nadb.: „Rocznik Białostocki”, t. 12;
- Parafie Puszczy Kurpiowskiej, Łomża 1975;
- Katedra łomżyńska, Łomża 1976;
- Nauczanie niedzielne w XIX wieku w diecezji sejneńskiej, Lublin 1977;
- Sanktuarium maryjne Wąsewo, Łomża – Rzym 1981;
- Mianowanie i przenoszenie księży w Królestwie Polskim po powstaniu styczniowym, Lublin 1987 [nadb. z.: „Roczniki Teologiczno-Kanoniczne”, t. 34, z. 4];
- 600 lat parafii Wizna, Łomża 1989;
- Dekanat grajewski, Łomża 1989;
- Dekanat szczuczyński, Łomża 1989;
- Dekanat Wysokie Mazowieckie, Łomża 1989;
- Dekanat zambrowski, Łomża 1989;
- Drozdowo, Drozdowo 1989 (wyd. 2 uzup. 2004);
- Katedra łomżyńska, Łomża 1989;
- Matka Boska Płonkowska, Łomża 1989;
- Matka Boska Studzieniczna, Łomża 1989;
- Parafie Augustowa i okolicy, Łomża 1989;
- Zespół podominikański w Sejnach, Łomża 1989;
- Zabytki sakralne Ostrołęki, Łomża 1989;
- Zabytki sakralne Tykocina, Łomża 1989;
- Dekanat czyżewski, Łomża 1990;
- Dekanat myszyniecki, Łomża 1990;
- Dekanat Ostrów Mazowiecka, Łomża 1990;
- Dekanaty kobyliński i łapski, Łomża 1990;
- Diecezja łomżyńska. Studium historyczne parafii, Łomża 1990;
- Parafia Sztabin, Łomża 1990;
- Parafie Jedwabnego, Kolna i okolicy, Łomża 1990;
- Parafie Łomży i okolicy, Łomża 1990;
- Parafie Ostrołęki i okolicy, Łomża 1990;
- Parafie Suwałk i okolicy, Łomża 1990;
- Ojciec Święty w Łomży, Łomża 1991;
- Sanktuaria Maryjne w diecezji łomżyńskiej, Łomża 1991;
- Szkoły początkowe w powiatach augustowskim i suwalskim w 1898 roku, [Suwałki 1991; nadb. z: „Rocznik Suwalsko-Mazurski”, t. 1];
- Szkoły powszechne w powiatach ostrołęckim i ostrowskim w latach 1795–1939, Ostrołęka 1991;
- Szkoły powszechne w województwie białostockim w latach 1919–1939, Łomża 1991;
- Szkoły średnie i zawodowe w województwie białostockim w latach 1919–1939, Łomża 1991;
- Szkolnictwo w guberni łomżyńskiej, Warszawa 1994;
- Instytut księży demerytów w Liszkowie 1836–1852, Kraków 1995;
- Szkolnictwo w guberni suwalskiej, Suwałki 1997;
- Katedra łomżyńska, Łomża 2000;
- Męczennicy diecezji łomżyńskiej. Praca zbiorowa, Łomża 2000 [red. z P. Bejgerem];
- Ośrodki religijne i ludność wyznania mojżeszowego we wschodnim rejonie Królestwa Polskiego, Łomża 2001;
- Chrystus wczoraj dziś i zawsze, Łomża 2001 (red. A. Ryszewski; współautor);
- Łomża w okresie międzywojennym, Łomża 2002;
- Dzieje parafii Zalas, Łomża 2003;
- Łomża w latach 1945–1999, Łomża 2004;
- Parafie Puszczy Kurpiowskiej, Łomża 2004;
- Dzieje Łomży tysiącletnie. Zarys historii miasta, Łomża 2005;
- Brok i jego zabytki, Brok 2006 (wyd. 2 uzup.);
- Zespół podominikański w Sejnach, Sejny 2007;
- Parafia pw. Wniebowzięcia Najświętszej Maryi Panny w Sokołach, Łomża 2008;
- Diecezja łomżyńska. Zagadnienia wybrane (1925–2011), Łomża 2012;
- 600-lecie praw miejskich Łomży, Łomża 2018.

## Nagrody i odznaczenia
Ks. prof. Witold Jemielity był nagradzany m.in. przez Mazowieckie Towarzystwo Kultury, Mazowiecki Ośrodek Badań Naukowych im. Stanisława Herbsta i rektora Uniwersytetu Kardynała Stefana Wyszyńskiego w Warszawie. W 1999 r. otrzymał II Nagrodę im. Zygmunta Glogera w ogólnopolskim konkursie organizowanym przez Społeczne Stowarzyszenie Prasoznawcze „Stopka” w Łomży. Postanowieniem Prezydenta Rzeczypospolitej Polskiej z 14 sierpnia 2001 r. odznaczony został Krzyżem Kawalerskim Orderu Odrodzenia Polski.

## Uroczystości pogrzebowe
Uroczystości pogrzebowe ks. prof. Witolda Jemielitego rozpoczęły się 29 września 2022 r. mszą św. żałobną w kościele katedralnym w Łomży pod przewodnictwem biskupa Tadeusza Bronakowskiego. Następnie trumna z ciałem zmarłego kapłana została przewieziona do kaplicy pogrzebowej przy kościele parafialnym pw. św. Apostołów Piotra i Pawła w Wysokiem Mazowieckiem, gdzie odbyło się czuwanie modlitewne. 30 września 2022 r. mszy św. pogrzebowej w Wysokiem Mazowieckiem przewodniczył biskup łomżyński Janusz Stepnowski. Ks. prof. Witold Jemielity spoczął w grobie kapłańskim na cmentarzu parafialnym w Wysokiem Mazowieckiem.